# Dance Again... the Hits
„Dance Again... The Hits“ е третата компилация на американската певица и актриса Дженифър Лопес. За да отпразнува 13 години на сцената, Лопес включва най-големите си хит сингли от първия ѝ албум „On the 6“ до последния ѝ албум „Love?“, включвайки 2 нови песни. Албумът е пуснат 4 дни преди 43-тия рожден ден на звездата.

## Списък с песните

### Оригинален траклист
1. Dance Again (с Питбул) – 3:57
2. Goin' In (с Фло Райда) – 4:09
3. I'm Into You (с Лил Уейн) – 3:20
4. On the Floor (с Питбул) – 4:46
5. Love Don't Cost a Thing – 3:42
6. If You Had My Love – 4:25
7. Waiting for Tonight – 4:06
8. Get Right (с Fabolous) – 3:51
9. Jenny from the Block (Track Masters Remix, с Styles P. и Jadakiss) – 3:09
10. I'm Real (Remix, с Ja Rule) – 4:18
11. Do It Well – 3:08
12. Ain't It Funny (Remix, с Ja Rule и Caddillac Tah) – 3:51
13. Feelin' So Good (Remix, с Big Pun и Fat Joe) – 5:25

### Японско издание
1. Dance Again (с Питбул, DJ Chus Iberican Mix) – 7:56

### Делукс издание
1. All I Have (с Ел Ел Кул Джей) – 4:17
2. Qué Hiciste – 4:58
3. Let's Get Loud – 3:58

### Японско делукс издание
1. Dance Again (с Питбул, DJ Chus Iberican Mix) – 7:56

### iTunes Store делукс издание
1. Love Don't Cost a Thing (видеоклип) – 5:07
2. If You Had My Love (видеоклип) – 5:29
3. Feelin' So Good (с Big Pun и Fat Joe) (видеоклип) – 5:36

### Делукс издание (DVD)
1. Dance Again (с Питбул) – 4:27
2. On the Floor (с Питбул) – 4:27
3. Love Don't Cost A Thing – 5:08
4. If You Had My Love – 5:30
5. Waiting For Tonight – 4:10
6. Get Right – 5:05
7. Jenny From The Block – 4:05
8. I'm Real (Murder Remix, с Ja Rule) – 4:05
9. Do It Well – 3:19
10. Ain't It Funny (Remix, с Ja Rule и Caddillac Tah) – 3:52
11. Feelin' So Good (Remix, с Big Pun и Fat Joe) – 5:37